# 蘇謝利尼茨科耶湖
57°18′09″N 30°20′13″E / 57.30250°N 30.33694°E
蘇謝利尼茨科耶湖（俄语：Сусельницкое），是俄羅斯的湖泊，位於該國西北部，由普斯科夫州負責管轄，處於別扎尼齊區，面積3.2平方公里，集水區面積35.7平方公里，平均水深1.2米，最大水深3.4米。